# 2018 Schuster
A 2018 Schuster (ideiglenes jelöléssel 1931 UC) a Naprendszer kisbolygóövében található aszteroida. Karl Wilhelm Reinmuth fedezte fel 1931. október 17-én.